# 阿嘎土

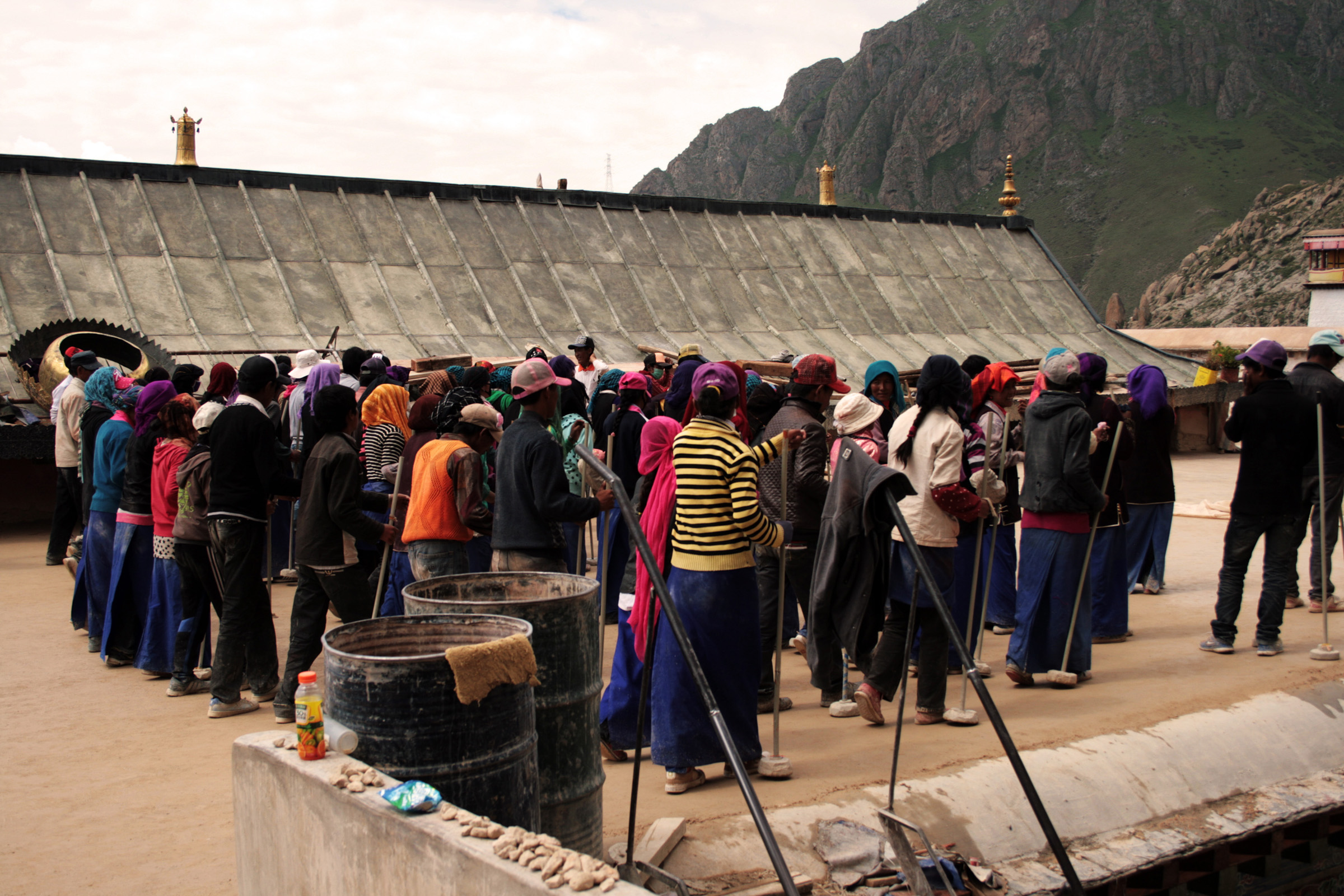
哲蚌寺内打阿嘎土的场景

阿嘎土（藏語：ཨར་ཀ）是西藏藏式古建筑屋顶和地面采用的传统材料或制作方法，先将碎石、泥土和水混合后铺于地面或屋顶，再以人工反复夯打。在夯打过程中，工人排成一排，边唱边夯，场面颇为壮观。夯制出来的阿嘎土屋面和阿嘎土地面美观、光洁。但容易被雨水冲刷，变得粗糙，甚至漏雨。